# Chlorogomphus fraseri
Chlorogomphus fraseri är en trollsländeart som beskrevs av St Quentin 1936. Chlorogomphus fraseri ingår i släktet Chlorogomphus och familjen kungstrollsländor. IUCN kategoriserar arten globalt som otillräckligt studerad. Inga underarter finns listade i Catalogue of Life.